# 펠라게야
펠라게야(Пелагея, 1986년 7월 14일 ~ )은 러시아의 가수이다.